# David May (football)
Pour les articles homonymes, voir May.
David May, né le 24 juin 1970 à Oldham (Angleterre), est un footballeur anglais, qui évoluait au poste de défenseur.

## Palmarès

### Avec Manchester United
- Champion d'Angleterre  en 1996  et 1997
- Vainqueur de la Coupe d'Angleterre en 1996 et 1999
- Vainqueur du Community Shield en 1994 et 1996